# Unicodeblock Birmanisch, erweitert-A
Der Unicodeblock Birmanisch, erweitert-A (engl. Myanmar Extended-A, U+AA60 bis U+AA7F) enthält weitere Buchstaben für die nordwestlichen Tai-Sprachen Khamti, Aiton und Phake. Die meisten anderen Zeichen der birmanischen Schrift sind im Unicodeblock Birmanisch kodiert.

## Tabelle
Alle Zeichen haben die bidirektionale Klasse "links nach rechts".
| Unicodenummer  | Zeichen (400 %) | Kategorie                               | Offizielle Bezeichnung                       | Beschreibung                                             |
| -------------- | --------------- | --------------------------------------- | -------------------------------------------- | -------------------------------------------------------- |
| U+AA60 (43616) | ꩠ               | anderer Buchstabe, Silbe oder Ideogramm | MYANMAR LETTER KHAMTI GA                     | Birmanischer Buchstabe Khamti-Ga                         |
| U+AA61 (43617) | ꩡ               | anderer Buchstabe, Silbe oder Ideogramm | MYANMAR LETTER KHAMTI CA                     | Birmanischer Buchstabe Khamti-Ca                         |
| U+AA62 (43618) | ꩢ               | anderer Buchstabe, Silbe oder Ideogramm | MYANMAR LETTER KHAMTI CHA                    | Birmanischer Buchstabe Khamti-Cha                        |
| U+AA63 (43619) | ꩣ               | anderer Buchstabe, Silbe oder Ideogramm | MYANMAR LETTER KHAMTI JA                     | Birmanischer Buchstabe Khamti-Ja                         |
| U+AA64 (43620) | ꩤ               | anderer Buchstabe, Silbe oder Ideogramm | MYANMAR LETTER KHAMTI JHA                    | Birmanischer Buchstabe Khamti-Jha                        |
| U+AA65 (43621) | ꩥ               | anderer Buchstabe, Silbe oder Ideogramm | MYANMAR LETTER KHAMTI NYA                    | Birmanischer Buchstabe Khamti-Nya                        |
| U+AA66 (43622) | ꩦ               | anderer Buchstabe, Silbe oder Ideogramm | MYANMAR LETTER KHAMTI TTA                    | Birmanischer Buchstabe Khamti-Tta                        |
| U+AA67 (43623) | ꩧ               | anderer Buchstabe, Silbe oder Ideogramm | MYANMAR LETTER KHAMTI TTHA                   | Birmanischer Buchstabe Khamti-Ttha                       |
| U+AA68 (43624) | ꩨ               | anderer Buchstabe, Silbe oder Ideogramm | MYANMAR LETTER KHAMTI DDA                    | Birmanischer Buchstabe Khamti-Dda                        |
| U+AA69 (43625) | ꩩ               | anderer Buchstabe, Silbe oder Ideogramm | MYANMAR LETTER KHAMTI DDHA                   | Birmanischer Buchstabe Khamti-Ddha                       |
| U+AA6A (43626) | ꩪ               | anderer Buchstabe, Silbe oder Ideogramm | MYANMAR LETTER KHAMTI DHA                    | Birmanischer Buchstabe Khamti-Dha                        |
| U+AA6B (43627) | ꩫ               | anderer Buchstabe, Silbe oder Ideogramm | MYANMAR LETTER KHAMTI NA                     | Birmanischer Buchstabe Khamti-Na                         |
| U+AA6C (43628) | ꩬ               | anderer Buchstabe, Silbe oder Ideogramm | MYANMAR LETTER KHAMTI SA                     | Birmanischer Buchstabe Khamti-Sa                         |
| U+AA6D (43629) | ꩭ               | anderer Buchstabe, Silbe oder Ideogramm | MYANMAR LETTER KHAMTI HA                     | Birmanischer Buchstabe Khamti-Ha                         |
| U+AA6E (43630) | ꩮ               | anderer Buchstabe, Silbe oder Ideogramm | MYANMAR LETTER KHAMTI HHA                    | Birmanischer Buchstabe Khamti-Hha                        |
| U+AA6F (43631) | ꩯ               | anderer Buchstabe, Silbe oder Ideogramm | MYANMAR LETTER KHAMTI FA                     | Birmanischer Buchstabe Khamti-Fa                         |
| U+AA70 (43632) | ꩰ               | modifizierender Buchstabe               | MYANMAR MODIFIER LETTER KHAMTI REDUPLICATION | Birmanisches modifizierendes Zeichen Khamti-Wiederholung |
| U+AA71 (43633) | ꩱ               | anderer Buchstabe, Silbe oder Ideogramm | MYANMAR LETTER KHAMTI XA                     | Birmanischer Buchstabe Khamti-Xa                         |
| U+AA72 (43634) | ꩲ               | anderer Buchstabe, Silbe oder Ideogramm | MYANMAR LETTER KHAMTI ZA                     | Birmanischer Buchstabe Khamti-Za                         |
| U+AA73 (43635) | ꩳ               | anderer Buchstabe, Silbe oder Ideogramm | MYANMAR LETTER KHAMTI RA                     | Birmanischer Buchstabe Khamti-Ra                         |
| U+AA74 (43636) | ꩴ               | anderer Buchstabe, Silbe oder Ideogramm | MYANMAR LOGOGRAM KHAMTI OAY                  | Birmanisches Logogramm Khamti-Oay                        |
| U+AA75 (43637) | ꩵ               | anderer Buchstabe, Silbe oder Ideogramm | MYANMAR LOGOGRAM KHAMTI QN                   | Birmanisches Logogramm Khamti-Qn                         |
| U+AA76 (43638) | ꩶ               | anderer Buchstabe, Silbe oder Ideogramm | MYANMAR LOGOGRAM KHAMTI HM                   | Birmanisches Logogramm Khamti-Hm                         |
| U+AA77 (43639) | ꩷               | anderes Symbol                          | MYANMAR SYMBOL AITON EXCLAMATION             | Birmanisches Symbol Aiton-Ausruf                         |
| U+AA78 (43640) | ꩸               | anderes Symbol                          | MYANMAR SYMBOL AITON ONE                     | Birmanisches Symbol Aiton-Eins                           |
| U+AA79 (43641) | ꩹               | anderes Symbol                          | MYANMAR SYMBOL AITON TWO                     | Birmanisches Symbol Aiton-Zwei                           |
| U+AA7A (43642) | ꩺ               | anderer Buchstabe, Silbe oder Ideogramm | MYANMAR LETTER AITON RA                      | Birmanischer Buchstabe Aiton-Ra                          |
| U+AA7B (43643) | ꩻ                | Markierung mit Extrabreite              | MYANMAR SIGN PAO KAREN TONE                  | Birmanisches Symbol Pao-Karen-Ton                        |
| U+AA7C (43644) | ꩼ                | Markierung mit Extrabreite              | MYANMAR SIGN TAI LAING TONE-2                | Birmanisches Symbol Tai-Laing-Ton-2                      |
| U+AA7D (43645) | ꩽ                | Markierung mit Extrabreite              | MYANMAR SIGN TAI LAING TONE-5                | Birmanisches Symbol Tai-Laing-Ton-5                      |
| U+AA7E (43646) | ꩾ               | anderer Buchstabe, Silbe oder Ideogramm | MYANMAR LETTER SHWE PALAUNG CHA              | Birmanischer Buchstabe Shwe-Palaung-Cha                  |
| U+AA7F (43647) | ꩿ               | anderer Buchstabe, Silbe oder Ideogramm | MYANMAR LETTER SHWE PALAUNG SHA              | Birmanischer Buchstabe Shwe-Palaung-Sha                  |